# 吴化文
吴化文（1904年—1962年4月3日），字绍周，山东省莱州府掖县（在今莱州市境）人，中华民国军事将领、中华人民共和国政治人物。

## 生平

### 国民軍、国民革命軍的活動

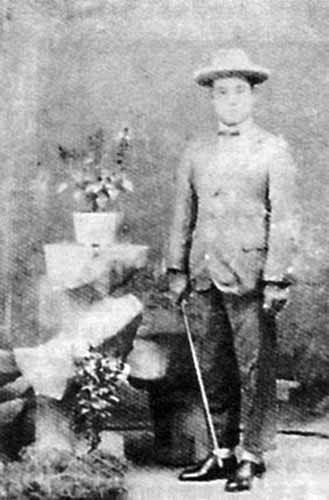
1924年时的吴化文

1920年（民国9年），吴化文加入馮玉祥的军队，以後逐渐昇职。1923年（民国12年），经馮玉祥推薦，吴化文加入北京高級教導团。1925年（民国14年），入北京陸軍大学正則班第7期，1927年（民国16年）7月毕业。此后担任西北軍洛陽初級軍校教育長兼特務团团長，後来隶属韓復榘率领的国民革命軍第20師。韓復榘脱离馮玉祥、投靠蒋介石後，吴化文继续跟随韓復榘。后来吴化文担任國民革命軍第三路軍手枪旅第二团团长。
1930年（民国19年）中原大战後，韓復榘軍扩充为第3路軍。1934年，吴化文接替雷太平担任手槍旅旅長，并且兼任济南警備司令。抗日战争爆发後的1938年（民国27年）1月，韓復榘被蒋介石以敵前逃亡之罪处决，手槍旅改编为第28旅，吴化文继续担任该旅旅長。接替韓復榘担任山东省政府主席的是沈鸿烈，吴化文成为沈鸿烈的手下。1939年（民国27年）1月，第28旅扩编为新編第4師，吴化文任師長。翌年8月，吴化文任山東省政府委員兼山東保安第1師師長。在同日軍作战中，吴化文起初与八路軍关系良好，後因国共不和而不得不结束合作。

### 从曲线救国到参加人民解放軍

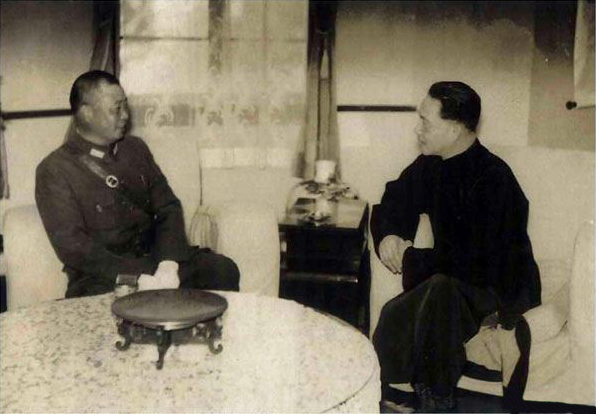
1943年，吴化文参加汪精卫政权后，到南京拜会汪精卫。左为吴化文，右为汪精卫

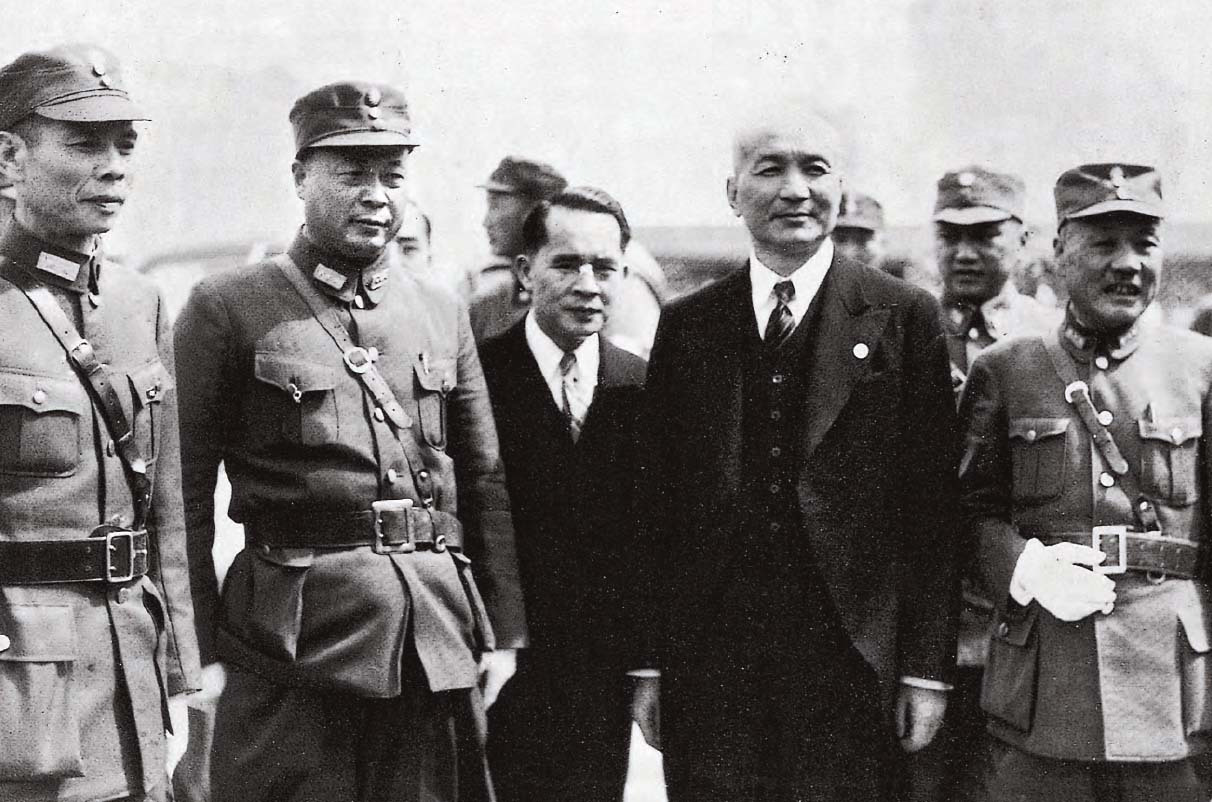
1943年，吴化文（左二）参加汪精卫政权后，到南京，受到汪精卫政权要员褚民谊（右二）、刘郁芬（右一）、林柏生（右三）等人的欢迎。

1943年（民国32年）1月18日，吴化文表示参加汪精卫政权。吴化文的投降是奉国民政府農林部部長沈鴻烈（吴化文的老上级）的指示，并获蒋介石默认（名曰「曲线救国」）:286。吴化文部改组为山東方面軍，吴化文任总司令。7月，山東方面軍改组为和平建国軍第3方面軍，吴化文任上将总司令。1945年（民国34年）1月，吴化文任汪精卫政权的国民政府軍事委員会委員。
抗日战争结束後，1945年，吴化文回到蒋介石手下，和平建国軍第3方面軍改编为国民革命軍第五路軍，吴化文继续担任总司令，并兼任津浦铁路南段警備司令。当时，第五路军下属两个军，一个独立师，其中第一军军长于林安，第二军军长杨友柏，独立师师长徐日政，全军三万多人，驻扎安徽蚌埠。改编后不久，第五路军奉蒋介石的命令开赴山东兖州，途中与八路军遭遇，第一军被歼灭，军长于怀安被俘。1946年（民国34年），吴化文任山東保安第2纵队司令。当时，被俘后的于怀安不断与吴化文秘密通信，劝其起义。1946年7月上旬，蒋介石电令吴化文到南京面谈，在南京数日，吴化文还与王一民到冯玉祥家看望冯玉祥，并经冯玉祥介绍，会见了李济深及章伯钧等人，通过章伯钧与中共方面的周恩来取得联系。吴化文回到兖州后，山东野战军司令员陈毅即放回被俘的于怀安。1946年11月，陈毅与吴化文双方派代表联系，取得默契。
1947年2月，山東保安第2纵队改组为整編第84師，吴化文任師長，该师归邱清泉指挥。1948年（民国37年），整編第84師调往济南。同年8月，整编第2师（师长阎子丰）被拨给吴化文，成立整編第96軍，吴化文任整編第96軍軍長兼济南西守備区指揮官，整編第96軍下辖整編第84師（师长吴化文兼）、整编第2师，归王耀武指挥。根據國民黨軍遷台早期的文獻指出，吳化文與邱瘋子因為行事風格相投，加上邱瘋子非常禮遇部屬，所以兩人關係很好。當上層將吳化文改歸王耀武指揮時，吳曾寫親筆信向邱清泉求助，甚至提到"但長官以非人視之"等字句。但邱沒有挽回局面。這種下日後吳在濟南陣前起義的部分原因。军统局还委任吴化文为山东特派员。

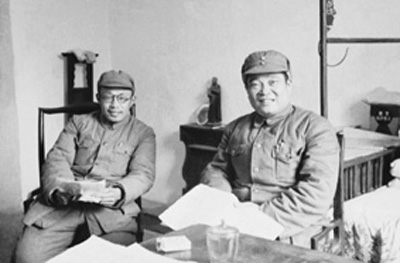
济南起义后的吴化文（右）

1948年9月19日，经过中国共产党方面的推动，在济南战役中，吴化文率3個旅2万人在济南阵前投向中国共产党方面，并发表起义宣言。投共后，吴化文部被改编为中国人民解放军暂编第一军，吴化文任军长，下辖一、二两师，归华东军区管辖。同年10月，该部又改为中国人民解放軍第三十五軍，吴化文继续任軍長。同年12月，吴化文率第三十五军参加淮海战役。
1949年1月29日，华东野战军前委在给中共中央华东局和淮海战役总前委的电报中称：“为了使吴化文、何基沣、张克侠各部起义军队得到迅速改造，并以便解决干部问题，经我们讨论以鲁中南纵队与吴化文部合编为三十五军，以渤海纵队与张克侠部合编为三十三军，以江淮两个旅与何基沣部合编为三十四军。当陈毅同志从华东局回来前，本拟以十二纵与何基沣部合编，但因十二纵已组成三个师，且将来主力南渡，尚须留两个军于江北，故仍以将江淮之两个旅也上升与何基沣部合编为宜。……”中共中央华东局和淮海战役总前委采纳了华东野战军前委意见，并获中央军委批准。鲁中南纵队乃与吴化文部原第三十五军合编为第三十五军，吴化文仍任军长。

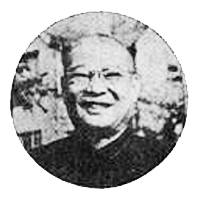
1950年代的吴化文

1949年，吴化文率第三十五军参加渡江战役，于1949年4月参加占领南京的行动，该军104师312团占领了南京总统府，把中国人民解放军的战旗插上了总统府的大门。后来，第三十五军打到浙江，吴化文兼任杭州警备司令。中華人民共和国成立後，吴化文以生病为理由退役，转业到地方。1951年，吴化文出任浙江省人民政府委員兼交通厅厅長。后来，历任中国人民政治協商会議全国委員会委員、浙江省中国人民政治协商会议委员会副主席。因中华人民共和国成立前的軍功，吴化文获得一級解放勋章。
1962年初，吴化文因胰腺癌入住上海华东医院，并接受了手术。1962年4月3日，吴化文因胰腺癌病逝，享年59岁。吴化文逝世后，1962年4月7日在杭州市凤山门殡仪馆举行了追悼会，周恩来、陳毅及八大軍区均献花圈致哀。

## 评价
- 杜聿明

杜说：“吴化文反复无常，表面服从而内心诡诈，靠不住，要注意他。”
摘自《济南战役》王耀武<济南战役的回忆>一节

## 家庭

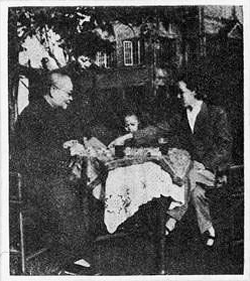
1950年代，吴化文夫妇在家园中着棋消遣

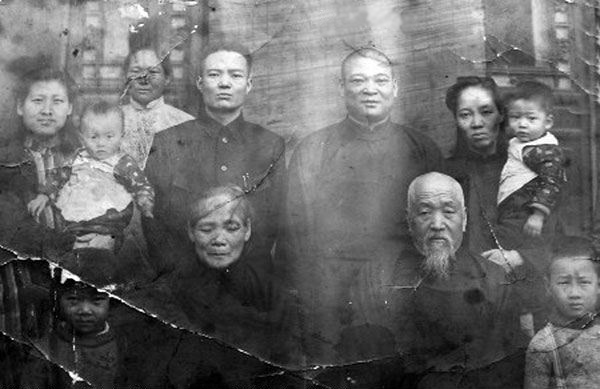
后排右为吴化文与妻子林世英，左为其弟吴化纲与妻子金品超。前排是其父母。

吴化文兄弟三人，姊妹四人。吴化文在兄弟中排行第二。
- 长兄：吴化善，早逝。[9]
- 三弟：吴化纲，原任吴化文部电台台长，随吴化文起义后，转至山东省民政厅任职，退休后定居济南。[9]

吴化文前后共有四位妻子：
- 元配：马玉珍，早逝。[9]
- 继室：赵华珍，原为北京协和医院护士，1920年代与吴化文结婚，1960年代在南京去世。生有两子：[9]
  - 长子：吴新民，1960年代在南京去世。[9]
    - 孙：吴挥，吴新民之子，后在中国科学院南京土壤研究所任职。[9]

  - 次子：吴哲民，1940年代毕业于中央军官学校，毕业后在吴化文部历任连长、参谋，1948年随吴化文起义，后加入中国共产党，曾任江苏省镇江市磷肥厂厂长、镇江市人大常委。[9]
- 第三个妻子：林世英，山东掖县人，1930年代吴化文任韩复榘的手枪旅旅长时与吴化文结婚。吴化文起义后，林世英随吴化文到浙江，后任浙江省政协常委。生有两名子女，后均在大学任教，其一后赴美国。[9]
  - 内弟：林世昌，林世英的四弟。原为北京某大学学生，中共党员。济南战役前，林世昌数次赴吴化文处探亲，林世英受林世昌影响，姐弟二人对吴化文进行劝说，对吴化文最终决定起义起到很大作用。[9]
- 第四个妻子：宁宜文，1940年代与吴化文结婚。中华人民共和国成立后寓居浙江省萧山县。生有四名子女。[9]

## 荣誉

### 中华民国勋章奖章
- 五等宝鼎勋章（1948年11月24日褫夺[10]）
- 四等宝鼎勋章（1948年11月24日褫夺[10]）
- 四等云麾勋章（1948年11月24日褫夺[10]）

### 中华人民共和国勋章奖章
一級解放勋章